# Conselho de Estado (Cuba)
O Conselho de Estado de Cuba é um órgão da República de Cuba composto por 31 membros eleitos pela Assembleia Nacional do Poder Popular. Tem a atribuição de exercer poder legislativo entre as sessões da Assembléia Nacional, sujeito à sua aprovação, e de convocá-la entre suas sessões agendadas duas vezes por ano.
Até 2019, o Conselho de Estado era composto por um presidente, um secretário, um primeiro vice-presidente, cinco vice-presidentes (que também poderiam ser membros do Conselho de Ministros) e 27 outros membros. A partir de 2019, o Presidente do Conselho de Estado é o Presidente da Assembléia Nacional. Além disso, o Conselho tem agora 21 membros.
Até 2019, o Presidente do Conselho de Estado também era Chefe de Estado e Chefe de Governo. Após a adoção da Constituição cubana de 2019, foram criados novos cargos separados para o Presidente da República e o Primeiro Ministro.